# Seznam klasifikačních symbolů trupu amerického námořnictva
Klasifikační symboly trupu lodí se využívají v Námořnictvu Spojených států amerických, Pobřežní stráži Spojených států amerických a Národním úřadu pro oceán a atmosféru. Systém přidělování unikátních identifikačních čísel začal u amerického námořnictva v 90. letech 19. století. Jednalo se o typové a číselné označení lodi ve tvaru „USS Indiana (Battleship No. 1)“, popřípadě „USS Pennsylvania (Armored Cruiser No. 4)“. V roce 1907 se přešlo na jedno- či trojmístný kód ve tvaru „USS Indiana (B-1)“ či „USS Pennsylvania (ACR-4)“. Oba systémy byly používány souběžně, než byly 17. července 1920 nahrazeny novým, dosud používaným systémem. V něm se klasifikační symbol trupu skládal z minimálně dvou písmen; u základních typů lodí s jen jedním znakem podle starého systému došlo ke zdvojení (např. z B-1 se stalo BB-1).

## Seznam
| KST  | Význam                                  |
| ---- | --------------------------------------- |
| ACR  | pancéřový křižník                       |
| AH   | nemocniční loď                          |
| AM   | minolovka                               |
| AP   | transportní loď                         |
| AV   | nosič hydroplánů                        |
| B    | bitevní loď                             |
| BB   | bitevní loď                             |
| BM   | monitor                                 |
| C    | křižník                                 |
| CA   | pancéřový křižník                       |
| CA   | těžký křižník, dělový křižník           |
| CB   | velký křižník                           |
| CC   | bitevní křižník                         |
| CG   | raketový křižník                        |
| CGH  | raketový křižník s vrtulníky            |
| CGN  | jaderný raketový křižník                |
| CL   | lehký křižník                           |
| CLAA | protiletadlový křižník                  |
| CM   | minonoska                               |
| CS   | předzvědný křižník                      |
| CV   | letadlová loď                           |
| CVA  | útočná letadlová loď                    |
| CVE  | eskortní letadlová loď                  |
| CVL  | lehká letadlová loď                     |
| CVN  | jaderná letadlová loď                   |
| CVS  | protiponorková letadlová loď            |
| D    | torpédoborec                            |
| DD   | torpédoborec                            |
| DDE  | eskortní torpédoborec                   |
| DDG  | torpédoborec s řízenými střelami        |
| DE   | eskortní torpédoborec                   |
| FF   | fregata                                 |
| K    | korveta                                 |
| LPH  | vrtulníková výsadková loď               |
| LSD  | výsadková doková loď                    |
| LST  | tanková výsadková loď                   |
| M    | monitor                                 |
| PE   | hlídkový člun (třída Eagle)             |
| PG   | dělový člun                             |
| S    | ponorka                                 |
| SC   | stíhač ponorek                          |
| SS   | ponorka                                 |
| SSB  | ponorka s balistickými střelami         |
| SSBN | jaderná ponorka s balistickými střelami |
| SSG  | ponorka s řízenými střelami             |
| SSGN | jaderná ponorka s řízenými střelami     |
| SSN  | jaderná ponorka                         |
| TB   | torpédovka, torpédový člun              |